# Formica clarissima
Formica clarissima é uma espécie de formiga do gênero Formica, pertencente à subfamília Formicinae.